# セブンカラーズ (競走馬)
セブンカラーズ（英：Seven Colors）は、日本の競走馬。主な勝ち鞍は2022年のゴールドウィング賞、2023年のスプリングカップ、東海クイーンカップ、東海ダービー、2024年のお松の方賞、2025年の若草賞土古記念、佐賀ヴィーナスカップ。

## 戦歴

### デビュー前
2021年のセレクションセールにて、株式会社恵比寿興業那須野牧場に800万円で落札され、グリーンファーム愛馬会にて1口20万円、維持会費1口辺り月6000円で地方馬ファンドにかけられる（総額1000万円、口数50口）。

### 2歳（2022年）
7月22日、名古屋競馬ダート900mの新馬戦に山田祥雄の騎乗で出走、2着のフラワーニシキに1.5秒差をつけデビュー勝ちを収める。翌8月18日には準重賞若駒盃に大畑雅章に乗り替わって出走し、単勝1.2倍の1番人気に応え2着馬に2秒1差をつける大差勝ち。休養を挟んで迎えた10月26日の弥富記念から再び鞍上が山田に戻り、このレースも4馬身差を付けて快勝した。
11月22日、ゴールドウィング賞（SPI）で初重賞挑戦。ここも単勝オッズ1.5倍の1番人気に支持され、レースでは2着のスタンレーに3馬身のリードをキープしながら逃げ続けてそのままゴールインし、重賞初制覇を果たした。
4戦4勝の戦績を評価され、ライデンリーダー記念を優勝したエムエスドンと共に名古屋最優秀2歳馬に選出された。

### 3歳（2023年）
2月14日の準重賞・梅桜賞で戦線に復帰。他に有力馬がおらず単勝オッズ1.1倍の圧倒的支持を集め、大差勝ちで始動戦を勝つ。続いて2月28日のスプリングカップ（SPI）では初めて東海地区以外の遠征馬と対戦するが、道営所属時に兵庫ジュニアグランプリ3着のある高知のデステージョを6馬身退け重賞2勝目を挙げた。
その後、春は東海ダービーを目標レースとして調整されることになり、4月20日に東海クイーンカップ（SPI）に出走。やはり牝馬限定戦では力の差は歴然としており、単勝オッズ1.1倍の人気通りに大差勝ちで3つ目の重賞タイトルを手にした。
続いて出走した東海ダービーには駿蹄賞馬リストンらが参戦したが、変わらず単勝オッズ1.2倍の圧倒的な支持を得た。これまで1700mまでのレースしか経験のない本馬にとって400ｍの距離延長の影響があったか上がり3Fは6戦振りに40秒台を要したが、2着のツミキヒトツに3馬身差をつけて優勝。無敗の東海ダービー馬となった。
その後、愛知ステーブルに移動し機乗運動を再開したところ右前の歩様に違和感があり、レントゲン検査をしたところ右種子骨に炎症があることが発覚した。7月17日に手術を行い、無事に成功した。

### 4歳（2024年）
半年以上の休養明けのレースは、2024年より新設されたブルーリボンマイルのトライアルであるプリマヴェーラカップを選択。逃げる2番人気のコンビーノをマークし、3コーナーで交わしてそのまま1馬身半差つけて優勝した。次走としてこの年から古馬牝馬の競走となった若草賞土古記念に出走したが、大井のグレースルビーを始めとする遠征馬の後塵を拝し4着となり、デビューからの連勝が9でストップした。
続いてA級の卯月昇竜戦に挑んだがインペリシャブルに差し返され2着。連敗を喫してしまう。次走は金沢競馬場に遠征し、お松の方賞に出走。道中は好位から直線で先頭に立って後続を突き放し、2着エイシンヌウシペツに6馬身差をつけ優勝。他地区での重賞制覇を決めた。
その後はペリドットオープンに登録したが、疾病発症のため出走取消。7か月ぶりの実戦となったシクラメン特別は2.0倍の人気に応え連勝を決めた。

### 5歳（2025年）
5歳になり、1.3倍の断然人気で挑んだプリマヴェーラカップは早め先頭で1着。続くブルーリボンマイルはいったん先頭に立つもヒメツルイチモンジに半馬身差され2着。連勝が3で止まった。前年4着のリベンジに挑んだ若草賞土古記念は直線で粘るプリムロゼをゴール直前で1/2馬身かわして、重賞6勝目を飾った。

## 競走成績
以下の内容は、netkeiba.comに基づく。
| 競走日     | 競馬場 | 競走名             | 格   | 距離（馬場）   | 頭 数 | 枠 番 | 馬 番 | オッズ （人気） | 着順     | タイム （上り3F） | 着差     | 騎手      | 斤量 [kg] | 1着馬（2着馬）         | 馬体重 [kg] |
| ---------- | ------ | ------------------ | ---- | -------------- | ----- | ----- | ----- | --------------- | -------- | ----------------- | -------- | --------- | --------- | ---------------------- | ----------- |
| 2022.07.22 | 名古屋 | 2歳新馬            |      | ダ0900m（重）  | 8     | 6     | 6     | 001.40（1人）   | 01着     | R0:54.5（35.9）   | -1.5     | 0山田祥雄 | 54        | （フラワーニシキ）     | 500         |
| 0000.08.18 | 名古屋 | 若駒盃             | P    | ダ1500m（重）  | 9     | 2     | 2     | 001.60（1人）   | 01着     | R1:36.6（40.8）   | -2.1     | 0大畑雅章 | 54        | （トリマゴクイーン）   | 502         |
| 0000.10.26 | 名古屋 | 弥富記念           | P    | ダ1500m（良）  | 12    | 4     | 4     | 001.20（1人）   | 01着     | R1:35.6（38.8）   | -0.8     | 0山田祥雄 | 54        | （エムエスドン）       | 502         |
| 0000.11.22 | 名古屋 | ゴールドウィング賞 | SPI  | ダ1700m（重）  | 11    | 6     | 8     | 001.50（1人）   | 01着     | R1:50.1（39.4）   | -0.6     | 0山田祥雄 | 54        | （スタンレー）         | 503         |
| 2023.02.14 | 名古屋 | 梅桜賞             | P    | ダ1700m（重）  | 12    | 7     | 10    | 001.10（1人）   | 01着     | R1:50.9（39.2）   | -2.5     | 0山田祥雄 | 54        | （ポリリン）           | 510         |
| 0000.02.28 | 名古屋 | スプリングC        | SPI  | ダ1700m（良）  | 12    | 6     | 8     | 001.50（1人）   | 01着     | R1:50.3（39.9）   | -1.2     | 0山田祥雄 | 54        | （デステージョ）       | 504         |
| 0000.04.20 | 名古屋 | 東海クイーンC      | SPI  | ダ1700m（稍）  | 12    | 6     | 8     | 001.10（1人）   | 01着     | R1:50.4（39.2）   | -2.8     | 0山田祥雄 | 55        | （ナイトホークス）     | 505         |
| 0000.05.31 | 名古屋 | 東海ダービー       | SPI  | ダ2100ｍ（稍） | 12    | 2     | 2     | 001.20（1人）   | 01着     | R2:18.2（41.8）   | -0.6     | 0山田祥雄 | 54        | （ツミキヒトツ）       | 505         |
| 2024.02.09 | 笠松   | プリマヴェーラC    | A1   | ダ1400m（良）  | 10    | 6     | 6     | 001.40（1人）   | 01着     | R1:26.0（36.8）   | -0.3     | 0山田祥雄 | 56        | （コンビーノ）         | 515         |
| 0000.03.14 | 名古屋 | 若草賞土古記念     | SPI  | ダ1500m（重）  | 10    | 2     | 2     | 001.30（1人）   | 04着     | R1:35.1（39.6）   | -0.7     | 0山田祥雄 | 55        | グレースルビー         | 509         |
| 0000.04.09 | 名古屋 | 卯月昇竜戦         | A    | ダ1700m（不）  | 8     | 1     | 1     | 001.60（1人）   | 02着     | R1:49.7（39.1）   | -0.5     | 0山田祥雄 | 54        | インペリシャブル       | 511         |
| 0000.05.19 | 金沢   | お松の方賞         | 重賞 | ダ1500ｍ（良） | 12    | 7     | 10    | 001.40（1人）   | 01着     | R1:33.9（37.9）   | -1.2     | 0山田祥雄 | 55        | （エイシンヌウシペツ） | 502         |
| 0000.08.09 | 名古屋 | ペリドットOP       | A1a  | ダ1700m（良）  | 11    | 7     | 8     | 出走取消        | 出走取消 | 出走取消          | 出走取消 | 0山田祥雄 | 56        | ベストリーガード       | 計不        |
| 0000.12.19 | 名古屋 | シクラメン特別     | A2   | ダ1500m（良）  | 11    | 8     | 11    | 002.00（1人）   | 01着     | R1:35.5（38.1）   | -0.1     | 0山田祥雄 | 54        | （エイシンアンヴァル） | 527         |
| 2025.01.10 | 笠松   | プリマヴェーラC    | A1   | ダ1400m（重）  | 10    | 6     | 6     | 001.30（1人）   | 01着     | R1:28.8（38.5）   | -0.2     | 0山田祥雄 | 56        | （キスリング）         | 519         |
| 0000.02.20 | 笠松   | ブルーリボンマイル | SPI  | ダ1600m（良）  | 10    | 7     | 8     | 001.40（1人）   | 02着     | R1:43.2（38.5）   | -0.1     | 0山田祥雄 | 55        | ヒメツルイチモンジ     | 514         |
| 0000.03.13 | 名古屋 | 若草賞土古記念     | SPI  | ダ1500m（重）  | 12    | 6     | 7     | 002.00（1人）   | 01着     | R1:33.4（38.7）   | -0.1     | 0山田祥雄 | 55        | （プリムロゼ）         | 522         |
| 0000.04.20 | 佐賀   | 佐賀ヴィーナスC    | 重賞 | ダ1750ｍ（重） | 12    | 5     | 5     | 001.40（1人）   | 01着     | R1:54.1（38.5）   | -0.1     | 0山田祥雄 | 55        | （ミルニュイ）         | 515         |
| 0000.05.15 | 笠松   | オグリキャップ記念 | SPI  | ダ1400m（良）  | 11    | 7     | 8     | 014.10（6人）   | 03着     | R1:26.6（37.1）   | -0.8     | 0山田祥雄 | 55        | ムエックス             | 515         |

- 競走成績は2025年5月15日現在
- 東海地区のP格付けは準重賞

## 血統表
| セブンカラーズの血統                      | セブンカラーズの血統                               | セブンカラーズの血統                         | （血統表の出典）                             | （血統表の出典） |
| 父系                                      | サンデーサイレンス系 (ヘイロー系)                  | サンデーサイレンス系 (ヘイロー系)            | サンデーサイレンス系 (ヘイロー系)            |                  |
| 父 コパノリッキー 20010 栗毛 北海道門別町 | 父の父ゴールドアリュール 1999 栗毛 北海道追分町    | *サンデーサイレンス                          | Halo                                         | Halo             |
| 父 コパノリッキー 20010 栗毛 北海道門別町 | 父の父ゴールドアリュール 1999 栗毛 北海道追分町    | *サンデーサイレンス                          | Wishing Well                                 |                  |
| 父 コパノリッキー 20010 栗毛 北海道門別町 | 父の父ゴールドアリュール 1999 栗毛 北海道追分町    | *ニキーヤ                                    | Nureyev                                      | Nureyev          |
| 父 コパノリッキー 20010 栗毛 北海道門別町 | 父の父ゴールドアリュール 1999 栗毛 北海道追分町    | *ニキーヤ                                    | Reluctant Guest                              |                  |
| 父 コパノリッキー 20010 栗毛 北海道門別町 | 父の母コパノニキータ 2001 栗毛 北海道門別町        | *ティンバーカントリー                        | Woodman                                      | Woodman          |
| 父 コパノリッキー 20010 栗毛 北海道門別町 | 父の母コパノニキータ 2001 栗毛 北海道門別町        | *ティンバーカントリー                        | Fall Aspen                                   |                  |
| 父 コパノリッキー 20010 栗毛 北海道門別町 | 父の母コパノニキータ 2001 栗毛 北海道門別町        | ニホンピロローズ                             | *トニービン                                  | *トニービン      |
| 父 コパノリッキー 20010 栗毛 北海道門別町 | 父の母コパノニキータ 2001 栗毛 北海道門別町        | ニホンピロローズ                             | ウェディングブーケ                           |                  |
| 母 ウイニフレッド 2009 鹿毛 北海道門別町  | 母の父スペシャルウィーク 1995 黒鹿毛 北海道門別町  | *サンデーサイレンス                          | Halo                                         | Halo             |
| 母 ウイニフレッド 2009 鹿毛 北海道門別町  | 母の父スペシャルウィーク 1995 黒鹿毛 北海道門別町  | *サンデーサイレンス                          | Wishing Well                                 |                  |
| 母 ウイニフレッド 2009 鹿毛 北海道門別町  | 母の父スペシャルウィーク 1995 黒鹿毛 北海道門別町  | キャンペンガール                             | マルゼンスキー                               | マルゼンスキー   |
| 母 ウイニフレッド 2009 鹿毛 北海道門別町  | 母の父スペシャルウィーク 1995 黒鹿毛 北海道門別町  | キャンペンガール                             | レディーシラオキ                             |                  |
| 母 ウイニフレッド 2009 鹿毛 北海道門別町  | 母の母*ストーミンウイニー 1995 芦毛 アメリカ合衆国 | Storm Cat                                    | Storm Bird                                   | Storm Bird       |
| 母 ウイニフレッド 2009 鹿毛 北海道門別町  | 母の母*ストーミンウイニー 1995 芦毛 アメリカ合衆国 | Storm Cat                                    | Terlingua                                    |                  |
| 母 ウイニフレッド 2009 鹿毛 北海道門別町  | 母の母*ストーミンウイニー 1995 芦毛 アメリカ合衆国 | Winning Colors                               | Caro                                         | Caro             |
| 母 ウイニフレッド 2009 鹿毛 北海道門別町  | 母の母*ストーミンウイニー 1995 芦毛 アメリカ合衆国 | Winning Colors                               | All Rainbows                                 |                  |
| 母系(F-No.)                               | (FN:23-b)                                          | (FN:23-b)                                    | (FN:23-b)                                    |                  |
| 5代内の近親交配                           | サンデーサイレンス：3×3 Northern Dancer：5×5       | サンデーサイレンス：3×3 Northern Dancer：5×5 | サンデーサイレンス：3×3 Northern Dancer：5×5 |                  |
| 出典                                      | 1.                                                 | 1.                                           | 1.                                           | 1.               |

母系には曾祖母にケンタッキーダービーなどG1を3勝し、アメリカ競馬殿堂入り、エクリプス賞最優秀3歳牝馬にも選出されたウイニングカラーズ（Winning Colors)がおり、この牝系にはウイニングカラーズから見て母の半姉にはアメリカトリプルティアラを達成したChris Event、半姉のAll Danceからタップダンスシチー（ジャパンカップ、宝塚記念）、祖母のMiss Carmieの孫にテストステークス（G1）を勝ったMissed the Stormがいる。
その他の近親はミスカーミーを参照。